# Smilax wallichii
Smilax wallichii är en enhjärtbladig växtart som beskrevs av Carl Sigismund Kunth. Smilax wallichii ingår i släktet Smilax och familjen Smilacaceae. Inga underarter finns listade.